# Mamoa de Eireira
La Mamoa de Eireira est un dolmen tumulaire situé dans la freguesia de Afife, sur le territoire de la municipalité de Viana do Castelo (district de Viana do Castelo, Portugal),. 
Le mot mamoa (pt) est utilisé dans le Nord-Ouest de la péninsule Ibérique pour désigner les tumulus funéraires caractéristiques du Néolithique.

## Description
Ce monument mégalithique, datant entre le Ve millénaire av. J.-C. et le IIIe millénaire av. J.-C. est l'un des monuments mégalithiques les plus proches de la côte découverts à ce jour. Il a été découvert  par l'équipe de l'archéologue Eduardo Jorge avec la collaboration de la NAIAA. Il est possible que cela soit un complexe de tombes funéraires collectives, qui se sont développées du Néolithique complet au début de l'âge du bronze.
Le tumulus d'Eireira est sans aucun doute le monument néolithique le plus important d'Afife. D'un diamètre de 28 m, le dolmen est composé de 16 orthostates, qui définissent un monument indifférencié en forme de « V ». Il ne possède plus ces dalles de couverture. L’une des caractéristiques, en termes de typologie mégalithique, est le fait que les piliers considérés comme ceux  du  couloir d'entrée ont la même hauteur que ceux qui composent la chambre funéraire.
Des peintures rupestres y ont même été découvertes, et un support en pierre a été retiré et exposé au musée d'Afife.
Lors des fouilles de nombreux artéfacts ont été retrouvé : pointes de flèches en silex, quartz et schiste, lames en silex, haches en pierre polie et un grand nombre d'éclats de quartzite et de galets façonnés.